# Toni Lopes
António Pedro de Brito Lopes, meglio noto come Toni Lopes (Setúbal, 23 luglio 1979), è un ex calciatore portoghese, di ruolo difensore.

## Carriera
Ha giocato nella massima serie dei campionati portoghese, svizzero e cipriota.